# Жими-Жимкі
Жими-Жимкі (пол. Rzymy-Rzymki) — село в Польщі, у гміні Луків Луківського повіту Люблінського воєводства.
Населення — 289 осіб (2011).
У 1975-1998 роках село належало до Седлецького воєводства.

## Демографія
Демографічна структура станом на 31 березня 2011 року:
|          | Загалом | Допрацездатний вік | Працездатний вік | Постпрацездатний вік |
| -------- | ------- | ------------------ | ---------------- | -------------------- |
| Чоловіки | 146     | 39                 | 94               | 13                   |
| Жінки    | 143     | 34                 | 78               | 31                   |
| Разом    | 289     | 73                 | 172              | 44                   |